# Fuentepinilla
Fuentepinilla – gmina w Hiszpanii, w prowincji Soria, w Kastylii i León, o powierzchni 52,52 km². W 2011 roku gmina liczyła 103 mieszkańców.